# Marcom
Marcom Otopeni este unul dintre cei mai importanți importatori de utilaje de construcții de pe piața de profil din România.
Printre produsele comercializate de Marcom pe piața locală se numără buldoexcavatoare, excavatoare, mini-încărcătoare multifuncționale, manipulatoare telescopice, macarale, buldozere și concasoare mobile.
Mărcile comercializate sunt: KOMATSU, POTAIN, GROVE, SENNEBOGEN, INDECO, MANTOVANIBENNE.
Cifra de afaceri:
- 2007: 90 milioane euro[1]
- 2006: 46 milioane euro[1]